# Racing Club de France Football
Racing Club de France Football is een Franse voetbalclub uit de hoofdstad Parijs. De club werd in 1882 gesticht, in 1896 begon men met een voetbalafdeling en daarmee is de club een van de oudste van het land.
Pas in 1932 werd een professionele liga opgezet in Frankrijk met professionele clubs, toen veranderde de club zijn naam in Racing Club de Paris. Tijdens het seizoen 1966-67 fuseerde de club met CS Sedan en werd Racing Club de Paris-Sedan, maar na 1 jaar hield de samenwerking op en werd de club opnieuw Racing Club de France. De naam werd door de jaren heen meermaals gewijzigd, een laatste keer in 2018.
De Argentijnse topclub Racing Club de Avellaneda werd in 1910 naar deze club genoemd.

## Naamswijzigingen
- 1896–1932: Racing Club de France
- 1932–1966: Racing Club de Paris
- 1966–1967: Racing Club de Paris-Sedan
- 1967–1981: Racing Club de France
- 1981–1987: Racing Club de Paris
- 1987–1989: Matra Racing
- 1989–1991: Racing Paris 1
- 1991–1995: Racing 92
- 1995–1999: RC France 92
- 1999–2005: Racing Club de Paris
- 2005–2007: Racing Club de France
- 2007–2009: RC France football 92
- 2009–2012: RC France football-Levallois 92
- 2012–2018:  RC France football Colombes 92
- 2018–heden: Racing Club de France Football

## Geschiedenis

### Beginjaren en eerste successen
In 1882 werd de sportclub Racing Club de France opgericht. In het begin was er enkel een atletieksectie, later werd deze met nog andere sporttakken uitgebreid. De voetbalafdeling kwam in 1896, voorheen werden er nog tennis en rugby aan de activiteiten toegevoegd. De club nam in 1897 deel aan het kampioenschap van de USFSA-bond en werd daar vierde, net als in de volgende twee seizoenen. In 1902 versloeg Racing in de halve finale Le Havre met 5-1, maar verloor in de finale van RC Roubaix met 4-3 en greep zo net naast de officieuze landstitel. De winnende goal voor Roubaix werd pas in de 175ste minuut gescoord. Ook het volgende seizoen won de club de titel van Parijs en schakelde in de kwartfinale Stade Bordelais UC uit en in de halve finale UA Lycée Malherbe. In de finale was RC Roubaix opnieuw de tegenstander. In het Parc des Princes werd het 2-2 waardoor er een replay kwam die RC France verloor met 3-1. Vier jaar later nam de club wraak op Roubaix door deze keer de finale wel te winnen en zo voor het eerst de kampioenentitel binnen te halen. In dezelfde periode won de club drie jaar op rij de Coupe Sheriff Dewar.
In 1908 en 1911 werd RC France opnieuw kampioen van Parijs en bereikte bij beide keren de finale om de landstitel maar verloor respectievelijk van RC Roubaix en van Stade Helvétique Marseille. De deelnames aan het Challenge international du Nord in 1901 en 1908 waren minder succesvol. De club nam ook niet deel aan de Trophée de France waarin kampioenen van rivaliserende voetbalbonden deelnamen.
In 1917 was de club een van de 48 deelnemers aan de allereerste editie van de Coupe de France. Na drie rondes gewonnen te hebben werd de club uitgeschakeld door AS Française (2-4). Na de Eerste Wereldoorlog werd de club opnieuw kampioen van Parijs in 1919, maar werd dan in de kwartfinale uitgeschakeld door Le Havre.
De competitie was nog steeds regionaal en RCF speelde in de eerste klasse van Parijs, maar de rol van topclub was weggelegd voor Olympique de Paris, CASG Paris, Club Français en Red Star. In 1920 stond Racing wel nog in de eindfase om de titel, maar verloor van Red Star. In de Franse beker bereikte Racing in 1921 nog de halve finale, maar verloor hier andermaal van Red Star. In 1925 degradeerde de club naar de tweede klasse en bleef in de beker steeds in de voorronde steken. In 1928 promoveerde de club terug. Een jaar later werd Jean-Bernard Levy voorzitter van de club, hij zou er een profclub van maken.

### Op weg naar profvoetbal
De resultaten begonnen al snel te verbeteren. In 1930 bereikte de club voor het eerst de finale van de Franse beker, maar verloor daar van FC Sète. Datzelfde jaar speelde de club ook voor het eerst tegen het Londense Arsenal. Racing verloor met 2-7, maar deze vriendschappelijke wedstrijd werd een traditie die vele jaren werd voortgezet. De club kon enkel in 1946, 1947, 1952 en 1960 winnen van Arsenal.
De volgende twee seizoenen werd de club kampioen van Parijs. Inmiddels waren er plannen om een professionale competitie op te zetten voor clubs uit heel Frankrijk. Racing Club de France was een amateurclub, maar Jean-Bernard Levy wilde er een profclub van maken en maakte van de voetbalafdeling een autonome afdeling met de nieuwe naam Racing Club de Paris.
Op 11 september 1932 speelde Racing Paris zijn eerste wedstrijd in de nieuwe profcompetitie en won deze met 2-1 van Hyères. Dat seizoen waren er twee reeksen van tien clubs en Racing werd derde in groep A met zeven punten achterstand op Olympique Lillois, de latere kampioen. Dit systeem met twintig clubs in twee reeksen werd na één seizoen al afgevoerd en er bleven veertien clubs over voor het volgende seizoen. Racing stelde teleur met slechts een elfde plaats, maar herstelde zich goed in 1934/35 door derde te worden.

### De dubbel van 1936
1935/36 zou het beste uit de geschiedenis van de club worden. Onder leiding van de Engelse trainer George Kimpton stond de club in januari 1936 met vijf punten voorsprong op Olympique Lillois aan de leiding van het klassement. In de beker deed de club het ook uitstekend, na enkele clubs uit lagere afdelingen versloeg de club Lillois en FC Sochaux in de kwart en halve finale. Beide clubs waren toppers in de competitie. In de finale trof Racing tweedeklasser FCO Charleville en won met 1-0.
In de competitie moest de club inmiddels Lillois en RC Strasbourg laten voorgaan. Racing had wel twee wedstrijden te goed vanwege het bekersucces. De club won zijn inhaalwedstrijden en werd met drie punten voorsprong op Lillois kampioen van Frankrijk. Hierdoor haalde de club de historische dubbel. Het zou nog vijftig jaar duren vooraleer er opnieuw een club uit de hoofdstad kampioen zou worden.

### Twee nieuwe bekers
Het volgende seizoen werd de club derde met slechts één puntje achterstand op Olympique Marseille en Sochaux. In 1937/38 stelde de club zwaar teleur door slechts dertiende te worden. Het volgende seizoen zocht de club eerherstel en stond na de winterstop aan de leiding, maar moest uiteindelijk Sète en Marseille nog voor laten gaan. In de beker had de club weer succes en schakelde achtereenvolgens US Quevilly, FC Mulhouse, RC Roubaix en SC Fives uit om zo de finale te bereiken. Daar wachtte Olympique Lillois dat het onderspit moest delven met 3-1.
In 1939 brak de Tweede Wereldoorlog uit en het Franse kampioenschap werd nu in regionale zones gespeeld. RC Paris speelde niet alle wedstrijden en werd achtste op tien clubs. De club beschikte voor de beker nog wel over enkele spelers die in het leger gegaan waren en ook over enkele buitenlandse spelers. Trainer George Kimpton verkaste naar FC Rouen en werd vervangen door Élie Rous. Nadat de club eerst SO Cholet en Sochaux aan de kant zette kwam Racing in de halve finale tegenover het Rouen van Kimton te staan en won met 8-4. In de finale trof de club vijfvoudig bekerwinnaar Olympique Marseille en won met 2-1.

### Oorlogsjaren
In 1940 sneuvelde voorzitter Jean-Bernard Levy. Op 13 juni werd Parijs ingenomen door het Duitse leger en het voetbal verschoof naar de achtergrond. Er werd nog gespeeld op regionaal niveau, maar Racing was slechts een middenmoter. In 1943 besliste het Vichy-regime dat er geen profclubs meer mochten zijn en er kwamen nu regionale clubs die één bepaalde regio vertegenwoordigde.
In 1944/45 namen de clubs weer deel aan het kampioenschap en Racing stond in januari laatste, maar kwam nog goed terug en eindigde uiteindelijk zesde. In de Franse beker vond de club opnieuw de weg naar de finale door Girondins de Bordeaux, Arago Orléans en OGC Nice uit te schakelen. In de finale trof de club de fusieclub Lille OSC en won met 3-0. Racing won zijn vierde beker, enkel Marseille en Red Star deden het beter in de beker.

### Eerste naoorlogse seizoenen en magere jaren
In de eerste twee naoorlogse seizoenen speelde de club geen rol van betekenis. Daarna sloop de club weer de top 10 in en in 1949 kon de club nog een bekersucces op zijn palmares bijschrijven. Na enkele jaren van vroege uitschakeling bereikte Racing opnieuw de finale tegen Lille en won voor 61.473 toeschouwers met 5-2 van de Noord-Franse club. De spelers van Racing droegen een zwarte rouwband als eerbetoon aan hun ex-ploegmaat Émile Bongiorni, die vier dagen eerder om het leven kwam in de Superga-vliegramp met zijn ploegmaats van AC Torino. Lille verloor enkele dagen later ook nog eens de landstitel aan Stade de Reims dat toen nog aan zijn hoogdagen in het voetbal moest beginnen.
Ook het volgende seizoen bereikte Racing de finale van de beker en stond daar tegenover landskampioen Reims. Het toeschouwersrecord van het vorige jaar werd verbroken en er kwamen 61.722 toeschouwers kijken om te zien of Racing zijn zesde bekerwinst kon halen en zo Marseille evenaren. Het was echter Reims dat met de eer ging lopen en de beker mee naar huis nam.
Dan braken enkele magere jaren aan voor de club, die nu met de degradatie begon te flirten. In 1952/53 werd Racing zeventiende en degradeerde zo voor het eerst uit de hoogste klasse. In de tweede klasse werd Racing derde en promoveerde meteen terug naar de elite. In de beker kon de club sinds de laatste finale niet meer voorbij de kwartfinale geraken. In deze mindere periode speelden er toch enkele grote namen bij de club zoals de Braziliaanse international Yeso Amalfi en de Franse doelman René Vignal.

### Remonte
Voor de terugkeer naar de hoogste klasse rekruteerde trainer Auguste Jordan vedetten als Ernst Happel (1954-1956), André Jacowski (1953-1955) en Roger Marche (1954-1962). Na een achtste en een vijfde plaats werd de club vierde in 1956/57. Spits Thadée Cisowski werd topschutter in 1956 met 31 goals en in 1957 met 33 goals. Het volgende seizoen verliep minder goed, door een blessure van Cisowski en trainer Jordan werd vervangen door Pierre Pibarot, oud-speler van Olympique Alès.
Onder leiding van Pibarot ging Racing in 1958/59 naar de kop van het klassement, maar verzwakte naar het einde van het seizoen en moest de titel aan Nice laten met 7 punten achterstand, ook Olympique Nîmes stak Paris nog voorbij. Het volgende seizoen werd opnieuw de derde plaats bereikt, ondanks een record van 118 goals. Cisowski was veer in vorm met 30 goals in '59 en 27 in '60, toen moest hij wel Just Fontaine laten voorgaan met 28 goals.
In 1960/61 deed Racing weer helemaal mee voor de titel en op vier speeldagen voor het einde versloeg de club naaste concurrent AS Monaco met 3-0. Maar op de laatste speeldag speelde Racing gelijk tegen Le Havre en won Monaco van Valenciennes en werd zo met één punt voorsprong kampioen.
Het volgende seizoen ging de club verder op zijn elan, maar in tegenstelling tot het voorgaande jaar stond Racing nooit aan de kop van het klassement. Net voor de laatste speeldag stond Nîmes aan de leiding met één punt voorsprong op Racing en Reims. Nîmes verloor tegen Stade Français, terwijl Racing met 2-1 won van Monaco en Reims met 5-1 van Strasbourg. Reims en Racing stonden nu gelijk met 48 punten en in deze tijd gaf dan het doelsaldo de doorslag. Door de ruime overwinning tegen Strasbourg trok Reims net aan het langste eind en werd zo landskampioen.
In de beker deed de club het niet meer zo goed als vroeger en kon na de verloren finale van 1950 nog maar drie keer de kwartfinale bereiken.
Na vier podiumplaatsen op rij waren de verwachtingen hooggespannen, helaas stelde de club teleur het volgende seizoen en werd slechts tiende, hoewel de club opnieuw de beste aanval had met 80 doelpunten. De grote spelers van de voorbije jaren waren inmiddels over de dertig en waren over hun hoogtepunt heen.
In 1963/64 werd de club uitgenodigd om deel te nemen aan de Jaarbeursstedenbeker. Het zou de eerste en tot dusver enige keer zijn dat de club Europees voetbal speelde. De tegenstander was het grote Rapid Wien, dat beide wedstrijden won. In de competitie verliep het echter minder goed. De aanval van de club was opnieuw geen probleem en met 66 doelpunten had Racing de derde beste aanval van dat seizoen. De verdediging liet echter te wensen over en met 76 tegendoelpunten had Racing de slechtste verdediging en dat moest de club bekopen met een degradatie. Het trio dat dat seizoen degradeerde bestond uit de elite van de clubs die in de jaren vijftig het mooie weer maakten: Racing, Reims en Nice.

### Ondergang van Racing Paris
In de tweede klasse bevond de club zich in zware schulden en de sterspelers verlieten de club al snel waardoor Racing slechts zeventiende werd. In 1967 fuseerde de club met UA Sedan-Torcy, als laatste stuiptrekking. Sedan ligt 250 km van Parijs verwijderd. De club speelde nu onder de naam Racing Paris-Sedan in de hoogste klasse en speelde ook in Sedan. De club behaalde goede resultaten. In 1970 werd de fusie ongedaan gemaakt. Drie jaar eerder was de club al onder de naam RC France opnieuw begonnen in de Division Honneur en pendelde de volgende seizoenen tussen deze divisie en de derde klasse. In 1978 promoveerde de club naar de derde klasse en kon zich daar nu vestigen als vaste waarde de volgende jaren.

### Terugkeer naar elite
In 1982 besloot de industrieel Jean-Luc Lagardère te investeren in de club zodat Parijs een tweede grote club zou hebben, naast PSG, zoals andere Europese hoofdsteden die meer dan één club in de hoogste klasse hebben. Op dat moment was Paris FC de tweede club, maar zij zaten in financiële problemen en kon niet op veel supporters rekenen. Lagardère kocht de professionele sectie van Paris FC en beide clubs fusioneerden. De nieuwe naam voor de club werd Racing Paris 1. Het vooropgestelde doel was binnen de zes jaar een Europese bekerwinnaar worden. In 1984 werd de club vicekampioen in de tweede klasse achter FC Tours en promoveerde zo opnieuw naar de elite. Een jaar eerder werd het huwelijk tussen Racing en Paris FC ongedaan gemaakt en Paris FC werd naar de vierde klasse verwezen.
De terugkeer in 1984/85 werd een regelrechte ramp en de club werd laatste. Lagardère liet zich echter niet ontmoedigen en wierf de Franse international Maxime Bossis aan. De club deed het uitstekend in de Division 2 en vijftig jaar na de laatste landstitel werd de club opnieuw kampioen, zij het een klasse lager dan destijds. Ironisch genoeg was het stadsrivaal PSG dat datzelfde jaar zijn eerste landstitel won. Lagardère versterkte zijn team met Enzo Francescoli, Pierre Littbarski, Thierry Tusseau, Pascal Olmeta en zelfs Luis Fernandez van PSG.
De club werd nu dertiende en nam in 1987 de naam Matra Racing aan en kon nu zelfs de zevende plaats behalen. Het Parijse publiek, dat eens achter Racing stond, had echter de kant gekozen van Saint-Germain, dat succes boekte, en steunde de kunstmatige ploeg van Racing niet.
In 1988/89 werd de club zeventiende en bleef enkel gespaard van een barragewedstrijd tegen een tweedeklasser door een beter doelsaldo dan Strasbourg. Lagardère trok zich terug en de club nam opnieuw de naam Racing Paris 1 aan. De grote namen van de club vertrokken en de financiële situatie zag er penibel uit. Het volgende seizoen werd de club voorlaatste met twee punten voorsprong op Mulhouse. Troostprijs dat jaar was een nieuwe bekerfinale veertig jaar na de laatste. Op weg naar de finale versloeg de club Bordeaux en Marseille, de nummers 1 en 2 uit de competitie. In de finale moest de club echter het onderspit delven voor Montpellier HSC. Het zou het voorlopig laatste noemenswaardige wapenfeit worden voor de club.

### Leven in de schaduw
Om de club te redden van de ondergang vroeg het bestuur om een degradatie naar de derde klasse zodat de club kon besparen op spelerslonen en niet langer moest spelen in het Parc des Princes, met de daaraan gekoppelde huur. De club verhuisde naar het historische terrein Stade olympique Yves-du-Manoir in Colombes. De rest van de jaren negentig speelde de club in de derde en vierde klasse. In 2004 werd de club kampioen in de vierde klasse en het daaropvolgende jaar zesde in de derde klasse. De club leek een heropstanding nabij maar moest door financiële problemen opnieuw een stapje terugzetten en werd naar de vierde klasse verwezen. Daar werd de club zestiende en hierdoor zakte Racing voor het eerst naar de vijfde klasse. Racing werd kampioen en keerde meteen terug naar de vierde klasse waar in 2008 de zesde plaats bereikt werd.
De volgende seizoenen streed de club tegen degradatie en degradeerde effectief in 2010 na aanslepende financiële problemen. Na drie seizoenen degradeerde de club zelfs naar de DH Paris, de zesde klasse. Ondanks een plaats in de middenmoot in 2017 promoveerde de club dankzij een competitiehervorming naar de Championnat National 3. In 2022 werd de club kampioen en promoveerde naar de vierde klasse. Doordat de National 2 na het seizoen 2023-24 van vier naar drie reeksen gebracht werd degradeerde de club. 

## Eerste klasse
- 1932-1943, 1944-1953, 1954-1964, 1984-1985 en 1986-1990

## Erelijst
- Frans landskampioenschap

1936
- Coupe de France

Winnaar: 1936, 1939, 1940, 1945, 1949
Finalist: 1930, 1950, 1990
- Kampioen USFSA (1896-1919)

1907
- Ligue de Paris (1920-1932)

1931, 1932
- Coupe Sheriff Dewar

1905, 1906, 1907

## Racing in Europa
#R = #ronde, /U = Thuis/Uit, W = Wedstrijd, PUC = punten UEFA coëfficiënten .
Uitslagen vanuit gezichtspunt Racing Club de France Football 
| Seizoen                                                    | Competitie           | Ronde | Land                | Club       | Totaalscore | 1e W    | 2e W    | PUC |
| ---------------------------------------------------------- | -------------------- | ----- | ------------------- | ---------- | ----------- | ------- | ------- | --- |
| 1963/64                                                    | Jaarbeursstedenbeker | 1R    | Vlag van Oostenrijk | Rapid Wien | 2-4         | 0-1 (U) | 2-3 (T) | 0.0 |
| Totaal aantal behaalde punten voor UEFA coëfficiënten: 0.0 |                      |       |                     |            |             |         |         |     |

## Naamsveranderingen
- 1882-1932 Racing Club de France
- 1932-1966 Racing Club de Paris
- 1966-1967 Racing Club Paris-Sedan
- 1967-1983 Racing Club de France
- 1983-1987 Racing Club de Paris
- 1987-1989 Matra Racing
- 1989-1991 Racing Paris 1
- 1991-1995 Racing 92
- 1995-1999 Racing Club de France 92
- 1999-2005 Racing Club de Paris
- 2005-2006 Racing Club de France 92
- 2006-2007 Racing Club de France
- 2007-2009 Racing Club de France Football 92
- 2009-2012 Racing Club de France - Levallois 92
- 2012-???? Racing Club de France Football Colombes 92

## Bekende (oud-)spelers
- Pierre Allemane
- Bernard Casoni
- Grégory Christ
- Enzo Francescoli
- David Ginola
- Ernst Happel
- Eugene Kabongo
- Donald-Olivier Sié
- Sonny Silooy
- André Tassin
- Ramón Villaverde
- Ramón Zabalo
- Pierre Littbarski

## Seizoen per seizoen
| Seizoen | Div.        | Plaats | Wed | W  | G  | V  | DV  | DT | DS  | Gem. toeschouwers | Coupe de France | Coupe de la Ligue | Champ. de France USFSA |
| 1896-97 | USFSA-paris | 4      | 8   | 4  | 1  | 3  | 17  | 13 | +4  | -                 | -               | -                 | -                      |
| 1897-98 | USFSA-paris | 4      | 10  | 3  | 2  | 5  | 11  | 31 | -20 | -                 | -               | -                 | -                      |
| 1898-99 | USFSA-paris | 4      | 14  | 8  | 1  | 5  | 20  | 17 | +3  | -                 | -               | -                 | -                      |
| 1899-00 | USFSA-paris | 4      | -   | -  | -  | -  | -   | -  | -   | -                 | -               | -                 | -                      |
| 1900-01 | USFSA-paris | -      | -   | -  | -  | -  | -   | -  | -   | -                 | -               | -                 | -                      |
| 1901-02 | USFSA-paris | 1      | -   | -  | -  | -  | -   | -  | -   | -                 | -               | -                 | finale                 |
| 1902-03 | USFSA-paris | 1      | -   | -  | -  | -  | -   | -  | -   | -                 | -               | -                 | finale                 |
| 1903-04 | USFSA-paris | -      | -   | -  | -  | -  | -   | -  | -   | -                 | -               | -                 | -                      |
| 1904-05 | USFSA-paris | -      | -   | -  | -  | -  | -   | -  | -   | -                 | -               | -                 | -                      |
| 1905-06 | USFSA-paris | -      | -   | -  | -  | -  | -   | -  | -   | -                 | -               | -                 | -                      |
| 1906-07 | USFSA-paris | 1      | -   | -  | -  | -  | -   | -  | -   | -                 | -               | -                 | kampioen               |
| 1907-08 | USFSA-paris | 1      | -   | -  | -  | -  | -   | -  | -   | -                 | -               | -                 | finale                 |
| 1908-09 | USFSA-paris | -      | -   | -  | -  | -  | -   | -  | -   | -                 | -               | -                 | -                      |
| 1909-10 | USFSA-paris | -      | -   | -  | -  | -  | -   | -  | -   | -                 | -               | -                 | -                      |
| 1910-11 | USFSA-paris | 1      | -   | -  | -  | -  | -   | -  | -   | -                 | -               | -                 | finale                 |
| 1911-12 | USFSA-paris | -      | -   | -  | -  | -  | -   | -  | -   | -                 | -               | -                 | -                      |
| 1912-13 | USFSA-paris | -      | -   | -  | -  | -  | -   | -  | -   | -                 | -               | -                 | -                      |
| 1913-14 | USFSA-paris | -      | -   | -  | -  | -  | -   | -  | -   | -                 | -               | -                 | -                      |
| 1917-18 | -           | -      | -   | -  | -  | -  | -   | -  | -   | -                 | 1/4 f           | -                 | -                      |
| 1918-19 | USFSA-paris | 1      | -   | -  | -  | -  | -   | -  | -   | -                 | 1/8 f           | -                 | 1/4 f                  |
| 1919-20 | DH-paris    | 2      | 18  | -  | -  | -  | -   | -  | -   | -                 | 1/8 f           | -                 | -                      |
| 1920-21 | DH-paris    | 3      | 16  | 6  | 6  | 4  | 31  | 21 | +10 | -                 | 1/2 f           | -                 | -                      |
| 1921-22 | DH-paris    | 4      | 10  | -  | -  | -  | -   | -  | -   | -                 | 1/8 f           | -                 | -                      |
| 1922-23 | annulé      | -      | -   | -  | -  | -  | -   | -  | -   | -                 | 1/8 f           | -                 | -                      |
| 1923-24 | DH-paris    | 4      | -   | -  | -  | -  | -   | -  | -   | -                 | 1/8 f           | -                 | -                      |
| 1924-25 | DH-paris    | 5      | 16  | -  | -  | -  | -   | -  | -   | -                 | 1/32 f          | -                 | -                      |
| 1925-26 | PH-paris    | -      | -   | -  | -  | -  | -   | -  | -   | -                 | voorronde       | -                 | -                      |
| 1926-27 | PH-paris    | -      | -   | -  | -  | -  | -   | -  | -   | -                 | voorronde       | -                 | -                      |
| 1927-28 | PH-paris    | 1      | -   | -  | -  | -  | -   | -  | -   | -                 | voorronde       | -                 | -                      |
| 1928-29 | DH-paris    | 6      | 14  | -  | -  | -  | -   | -  | -   | -                 | voorronde       | -                 | -                      |
| 1929-30 | DH-paris    | 5      | 14  | -  | -  | -  | -   | -  | -   | -                 | finale          | -                 | -                      |
| 1930-31 | DH-paris    | 2      | 14  | -  | -  | -  | -   | -  | -   | -                 | 1/16 f          | -                 | -                      |
| 1931-32 | DH-paris    | 1      | 14  | -  | -  | -  | -   | -  | -   | -                 | 1/2 f           | -                 | -                      |
| 1932-33 | D1-A        | 3      | 18  | 8  | 5  | 5  | 40  | 36 | +4  | -                 | 1/8 f           | -                 | -                      |
| 1933-34 | D1          | 11     | 26  | 9  | 5  | 12 | 51  | 49 | +2  | -                 | 1/8 f           | -                 | -                      |
| 1934-35 | D1          | 3      | 30  | 16 | 5  | 9  | 77  | 57 | +20 | -                 | 1/8 f           | -                 | -                      |
| 1935-36 | D1          | 1      | 30  | 20 | 4  | 6  | 81  | 45 | +36 | -                 | winnaar         | -                 | -                      |
| 1936-37 | D1          | 3      | 30  | 17 | 3  | 10 | 57  | 47 | +10 | -                 | 1/4 f           | -                 | -                      |
| 1937-38 | D1          | 13     | 30  | 9  | 8  | 13 | 48  | 59 | -11 | -                 | 1/4 f           | -                 | -                      |
| 1938-39 | D1          | 3      | 30  | 15 | 8  | 7  | 58  | 43 | +15 | -                 | winnaar         | -                 | -                      |
| 1939-40 | D1-nord     | 9      | 9   | 2  | 2  | 5  | 17  | 24 | -7  | -                 | winnaar         | -                 | -                      |
| 1940-41 | D1-ZO       | 7      | 12  | 4  | 0  | 8  | 23  | 35 | -12 | -                 | 1/4 f ZO        | -                 | -                      |
| 1941-42 | D1-ZO       | 4      | 16  | 7  | 3  | 6  | 32  | 35 | +3  | -                 | 1/4 f ZO        | -                 | -                      |
| 1942-43 | D1-ZO       | 7      | 30  | 14 | 5  | 11 | 64  | 53 | +11 | -                 | voorronde ZO    | -                 | -                      |
| 1943-44 | -           | -      | -   | -  | -  | -  | -   | -  | -   | -                 | voorronde       | -                 | -                      |
| 1944-45 | D1-nord     | 6      | 22  | 10 | 4  | 8  | 55  | 45 | +10 | -                 | winnaar         | -                 | -                      |
| 1945-46 | D1          | 8      | 34  | 16 | 3  | 15 | 56  | 52 | +4  | -                 | 1/4 f           | -                 | -                      |
| 1946-47 | D1          | 15     | 38  | 14 | 5  | 19 | 76  | 80 | -4  | -                 | 1/32 f          | -                 | -                      |
| 1947-48 | D1          | 7      | 34  | 16 | 5  | 13 | 79  | 64 | +15 | 16.008            | 1/4 f           | -                 | -                      |
| 1948-49 | D1          | 6      | 34  | 14 | 8  | 12 | 71  | 56 | +15 | 19.108            | winnaar         | -                 | -                      |
| 1949-50 | D1          | 7      | 34  | 14 | 8  | 12 | 67  | 56 | +11 | 15.857            | finale          | -                 | -                      |
| 1950-51 | D1          | 13     | 34  | 12 | 8  | 14 | 53  | 59 | -6  | 21.621            | 1/4 f           | -                 | -                      |
| 1951-52 | D1          | 14     | 34  | 13 | 5  | 16 | 60  | 71 | -11 | 21.131            | 1/8 f           | -                 | -                      |
| 1952-53 | D1          | 17     | 34  | 11 | 6  | 17 | 40  | 64 | -24 | 20.695            | 1/16 f          | -                 | -                      |
| 1953-54 | D2          | 3      | 38  | 25 | 5  | 8  | 107 | 48 | +59 | 11.565            | 1/32 f          | -                 | -                      |
| 1954-55 | D1          | 8      | 34  | 13 | 8  | 13 | 62  | 57 | +5  | 19.060            | 1/16 f          | -                 | Europacups             |
| 1955-56 | D1          | 6      | 34  | 17 | 5  | 12 | 74  | 58 | +16 | 19.687            | 1/32 f          | -                 | -                      |
| 1956-57 | D1          | 4      | 34  | 17 | 8  | 9  | 86  | 55 | +31 | 19.186            | 1/16 f          | -                 | -                      |
| 1957-58 | D1          | 9      | 34  | 13 | 7  | 14 | 61  | 62 | -1  | 19.803            | 1/8 f           | -                 | -                      |
| 1958-59 | D1          | 3      | 38  | 18 | 13 | 7  | 84  | 47 | +37 | 20.455            | 1/4 f           | -                 | -                      |
| 1959-60 | D1          | 3      | 38  | 19 | 11 | 8  | 118 | 56 | +62 | 16.804            | 1/16 f          | -                 | -                      |
| 1960-61 | D1          | 2      | 38  | 23 | 10 | 5  | 93  | 57 | +36 | 20.734            | 1/4 f           | -                 | -                      |
| 1961-62 | D1          | 2      | 38  | 21 | 6  | 11 | 83  | 60 | +23 | 18.618            | 1/16 f          | -                 | -                      |
| 1962-63 | D1          | 10     | 38  | 14 | 13 | 11 | 80  | 71 | +9  | 14.867            | 1/8 f           | -                 | -                      |
| 1963-64 | D1          | 16     | 34  | 12 | 7  | 15 | 66  | 76 | -10 | 16.508            | 1/8 f           | -                 | JB. 1/32 f             |
| 1964-65 | D2          | 12     | 30  | 10 | 4  | 16 | 36  | 48 | -12 | 6.600             | 1/32 f          | -                 | -                      |
| 1965-66 | D2          | 17     | 36  | 9  | 6  | 21 | 46  | 70 | -24 | 4.325             | 1/16 f          | -                 | -                      |
| 1966-67 | RCP Sedan   | -      | -   | -  | -  | -  | -   | -  | -   | -                 | -               | -                 | -                      |
| 1967-68 | DH-paris    | 3      | 24  | 12 | 4  | 8  | 40  | 28 | +12 | -                 | voorronde       | -                 | -                      |
| 1968-69 | DH-paris    | 5      | 22  | 9  | 5  | 8  | 44  | 31 | +13 | -                 | voorronde       | -                 | -                      |
| 1969-70 | DH-paris    | 2      | 22  | 10 | 7  | 5  | 33  | 19 | +14 | -                 | voorronde       | -                 | -                      |
| 1970-71 | D3-C        | 4      | 24  | 12 | 5  | 7  | 40  | 22 | +18 | .180              | voorronde       | -                 | -                      |
| 1971-72 | D3-C        | 12     | 26  | 10 | 3  | 13 | 35  | 37 | -2  | .211              | voorronde       | -                 | -                      |
| 1972-73 | DH-paris    | 1      | 22  | 16 | 4  | 2  | 53  | 18 | +35 | -                 | 1/16 f          | -                 | -                      |
| 1973-74 | D3-O        | 14     | 30  | 9  | 8  | 13 | 47  | 58 | -11 | .252              | voorronde       | -                 | -                      |
| 1974-75 | DH-paris    | 8      | 26  | 9  | 7  | 10 | 39  | 35 | +4  | -                 | voorronde       | -                 | -                      |
| 1975-76 | DH-paris    | 4      | 22  | 10 | 4  | 8  | 38  | 26 | +12 | -                 | voorronde       | -                 | -                      |
| 1976-77 | DH-paris    | 5      | 22  | 8  | 7  | 7  | 33  | 25 | +8  | -                 | voorronde       | -                 | -                      |
| 1977-78 | DH-paris    | 2      | 22  | 13 | 6  | 3  | 42  | 17 | +25 | -                 | voorronde       | -                 | -                      |
| 1978-79 | D3-O        | 7      | 30  | 14 | 6  | 10 | 33  | 25 | +8  | .310              | voorronde       | -                 | -                      |
| 1979-80 | D3-O        | 10     | 30  | 10 | 10 | 10 | 31  | 30 | +1  | .221              | 1/32 f          | -                 | -                      |
| 1980-81 | D3-CO       | 4      | 30  | 15 | 8  | 7  | 39  | 25 | +14 | .249              | voorronde       | -                 | -                      |
| 1981-82 | D3-O        | 7      | 30  | 9  | 12 | 9  | 36  | 35 | +1  | .230              | 1/32 f          | -                 | -                      |
| 1982-83 | D3-O        | 6      | 34  | 11 | 17 | 6  | 40  | 29 | -11 | .250              | voorronde       | -                 | -                      |
| 1983-84 | D2-B        | 2      | 34  | 24 | 4  | 6  | 91  | 26 | +65 | 3.279             | voorronde       | -                 | -                      |
| 1984-85 | D1          | 20     | 38  | 9  | 8  | 21 | 32  | 56 | -24 | 9.139             | 1/4 f           | -                 | -                      |
| 1985-86 | D2          | 1      | 34  | 24 | 8  | 2  | 78  | 24 | +54 | 2.576             | 1/4 f           | -                 | -                      |
| 1986-87 | D1          | 13     | 38  | 14 | 8  | 16 | 41  | 45 | -4  | 10.875            | 1/32 f          | -                 | -                      |
| 1987-88 | D1          | 7      | 38  | 12 | 17 | 9  | 35  | 42 | -7  | 11.948            | 1/16 f          | -                 | -                      |
| 1988-89 | D1          | 17     | 38  | 10 | 9  | 19 | 49  | 56 | -7  | 8.549             | 1/16 f          | -                 | -                      |
| 1989-90 | D1          | 19     | 38  | 10 | 10 | 18 | 39  | 59 | -10 | 8.427             | finale          | -                 | -                      |
| 1990-91 | D3-E        | 7      | 30  | 13 | 6  | 11 | 36  | 29 | +7  | .203              | voorronde       | -                 | -                      |
| 1991-92 | D3-E        | 5      | 30  | 14 | 6  | 10 | 39  | 28 | +11 | .225              | voorronde       | -                 | -                      |
| 1992-93 | D3-E        | 8      | 30  | 9  | 12 | 9  | 35  | 30 | +5  | .204              | voorronde       | -                 | -                      |
| 1993-94 | D4-D        | 4      | 34  | 17 | 11 | 6  | 50  | 29 | +21 | .151              | 1/4 f           | -                 | -                      |
| 1994-95 | D3-A        | 18     | 34  | 5  | 14 | 15 | 23  | 45 | -22 | .210              | voorronde       | -                 | -                      |
| 1995-96 | D4-A        | 11     | 34  | 12 | 11 | 11 | 36  | 30 | +6  | .101              | voorronde       | -                 | -                      |
| 1996-97 | D4-D        | 2      | 34  | 20 | 8  | 6  | 47  | 23 | +24 | .152              | voorronde       | -                 | -                      |
| 1997-98 | D3          | 10     | 34  | 10 | 13 | 11 | 33  | 38 | -5  | .261              | voorronde       | -                 | -                      |
| 1998-99 | D3          | 4      | 36  | 17 | 12 | 7  | 43  | 28 | +15 | .326              | voorronde       | -                 | -                      |
| 1999-00 | D3          | 9      | 38  | 14 | 14 | 10 | 51  | 39 | +12 | .600              | 1/32 f          | -                 | -                      |
| 2000-01 | D3          | 7      | 38  | 16 | 10 | 12 | 49  | 44 | +5  | .470              | voorronde       | -                 | -                      |
| 2001-02 | D3          | 14     | 38  | 8  | 19 | 11 | 40  | 41 | -1  | .491              | 1/32 f          | -                 | -                      |
| 2002-03 | D4-A        | 3      | 34  | 18 | 9  | 7  | 47  | 31 | +16 | .260              | voorronde       | -                 | -                      |
| 2003-04 | D4-D        | 1      | 34  | 18 | 9  | 7  | 56  | 28 | +28 | .450              | 1/32 f          | -                 | -                      |
| 2004-05 | D3          | 6      | 38  | 16 | 8  | 14 | 33  | 37 | -4  | .513              | voorronde       | -                 | -                      |
| 2005-06 | D4-B        | 16     | 34  | 9  | 7  | 18 | 45  | 51 | -6  | .400              | voorronde       | -                 | -                      |
| 2006-07 | D5-F        | 1      | 30  | 18 | 7  | 5  | 61  | 29 | +32 | .300              | voorronde       | -                 | -                      |
| 2007-08 | D4-A        | 6      | 34  | 15 | 4  | 15 | 42  | 45 | -3  | .350              | voorronde       | -                 | -                      |